# Savannspringhöna
Savannspringhöna (Turnix nanus) är en afrikansk fågel i familjen springhöns inom ordningen vadarfåglar med omdiskuterad artstatus.

## Utseende och läte
Savannspringhönan är en liten och brunaktig vaktelliknande fågel. Den är mycket lik springhönan, men skiljs åt genom orangefärgat ansikte och svart övergumop. Den är även lik hona vaktel, men har mindre explosiv flykt. Lätet består av en serie mörka "hoo".

## Utbredning och systematik
Savannspringhönan förekommer från Ghana till Kenya, Uganda och sydöstra Kapprovinsen. Fågeln betraktas ibland som underart till svartgumpad springhöna (T. hottentottus). Den behandlas som monotypisk, det vill säga att den inte delas in i några underarter.

## Levnadssätt
Savannspringhönan hittas mycket lokalt i fuktiga gräsmarker. Den är generellt sällsynt och svår att få syn på.

## Status och hot
Arten har ett stort utbredningsområde och en stor population, men tros minska i antal till följd av habitatförstörelse och exploatering. Den minskar dock inte tillräckligt kraftigt för att den ska betraktas som hotad. Internationella naturvårdsunionen IUCN kategoriserar därför arten som livskraftig (LC). Världspopulationen har inte uppskattats men den beskrivs som ovanlig till lokalt vanlig.